# Rudolf Spielmann
Rudolf Spielmann (Viena, 5 de mayo de 1883– Estocolmo, 20 de agosto de 1942) fue un jugador de ajedrez austríaco de origen judío de la escuela romántica.
Apodado "el amo del ataque", también era conocido como "el último caballero del gambito del rey". Su juego temerario solía caracterizarse por un esquema de sacrificios, soluciones brillantes e ideas de gran riqueza estética.
A pesar de jugar en una época marcada por otros jugadores de enorme talento como Alexander Alekhine, José Raúl Capablanca, Emanuel Lasker, Siegbert Tarrasch, Akiba Rubinstein, Aron Nimzowitsch, y Savielly Tartakower, Spielmann se las arregló para obtener excelentes resultados en numerosos torneos, ganando 33 de los aproximadamente 120 en los cuales jugó, como por ejemplo Mal Pistyan 1912, Estocolmo 1919, Mal Pistyan 1922 y Semmering 1926.
Es también recordado como el autor del libro clásico El arte del sacrificio en el ajedrez.
Era abogado, aunque nunca ejerció ante los tribunales, sino que fue siempre un profesional del ajedrez.
Como judío tuvo que huir de su país natal ante el avance nazi, para refugiarse en un primer momento en Praga, a continuación en los Países Bajos, y luego en 1939 en Suecia, en Estocolmo, donde murió en la mayor pobreza.
Spielmann estuvo entre el puñado de jugadores que pudieron ganar más de un juego contra Capablanca, y uno de un número incluso más pequeño en tener paridad con él (+2 -2 =8). Ambos triunfos de Spielmann vinieron poco después de que Alekhine destronara a Capablanca como campeón del mundo en 1927: en Bad Kissingen 1928 y Karlsbad 1929. Entre los grandes jugadores, solamente Paul Keres (+1 =5) obtuvo ventaja contra el gran campeón cubano.
Aquí está uno de los triunfos de Spielmann:
Capablanca-Spielmann, Bad Kissingen, 1928
1.d4 d5 2.c4 c6 3.Nc3 Nf6 4.Nf3 dxc4 5.e3 b5 6.a4 b4 7.Na2 e6 8.Bxc4 Be7 9.O-O O-O 10.b3 c5 11.Bb2 Bb7 12.Nc1 Nc6 13.dxc5 Na5 14.Ne5 Nxc4 15.Nxc4 Bxc5 16.Nd3 Qd5 17.Nf4 Qg5 18.Bxf6 Qxf6 19.Rc1 Rfd8 20.Qh5 Rac8 21.Rfd1 g6 22.Rxd8+ Qxd8 23.Qe5 Be7 24.h3 Rc5 25.Qa1 Bf6 26.Rd1 Rd5 27.Rxd5 exd5 28.Ne5 Qd6 29.Nfd3 Ba6 30.Qe1 Bxe5 31.Nxe5 Qxe5 32.Qxb4 Bd3 33.Qc5 Qb8 34.b4 Qb7 35.b5 h5 36.Qc3 Bc4 37.e4 Qe7 38.exd5 Bxd5 39.a5 Qe4 0-1
Según Richard Réti, Spielmann "demostraba poseer inusual cantidad de recursos, incluso en las situaciones más complicadas, en las que se sentía perfectamente cómodo".

## Citas
- "Un buen sacrificio es uno que no es necesariamente notable pero deja a tu oponente deslumbrado y confundido".

- "No juguéis con apresuramiento".

- "Investigad todo movimiento por más lógico que parezca".

- " No busquéis siempre y objetivamente el mejor movimiento , pues no suele existir , es cuestión de gusto, buscad simplemente uno que os convenga".

## Lectura adicional
- Spielmann, Rudolph. The Art of Sacrifice in Chess. Dover, ISBN 0-486-28449-2.
- McDonald, Neil. The Masters: Rudolf Spielmann Master of Invention. Everyman, ISBN 1-85744-406-X.